# Golden Grahams

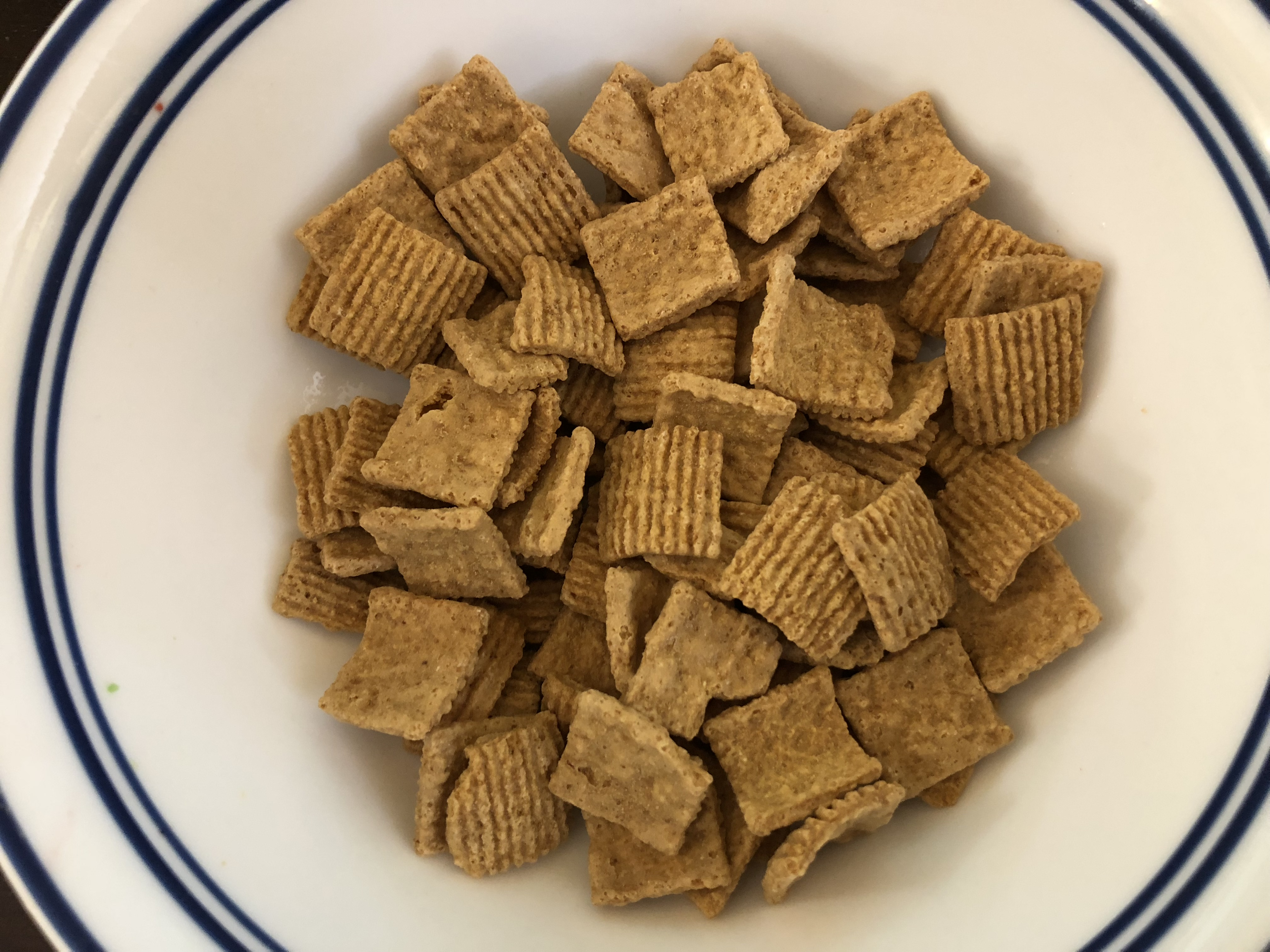
Golden Grahams.

Golden Grahams est une marque de céréales de petit-déjeuner à base de blé complet et de semoule de maïs, enrichies en vitamines et contenant également du calcium et du fer. La recette a évolué de nombreuses fois depuis sa création en 1976. Introduit en France depuis 1992.
Elles ont la forme de petits rectangles dorés dont le goût pourrait être assimilé à un mélange de pain d’épices et de cannelle. Comme d'autres produits de la marque Nestlé, il existe une déclinaison de Golden Grahams sous forme de barre de céréales.
En 2022, la production est assurée par Nestlé partout dans le monde, à l'exception des États-Unis et du Canada où elle est gérée par General Mills.